# Койваярви
Койваярви — озеро на территории Паданского сельского поселения Медвежьегорского района Республики Карелии.

## Общие сведения
Площадь озера — 1,4 км². Располагается на высоте 137,0 метров над уровнем моря.
Форма озера продолговатая: оно вытянуто с северо-запада на юго-восток. Берега заболоченные.
Из залива на северной стороне озера вытекает река Паю, впадающая в Ондозеро. Через Ондозеро протекает река Онда, втекающая, в свою очередь, в Нижний Выг.
Код объекта в государственном водном реестре — 02020001311102000008296.